# Franz Brandner
Franz Anton Brandner (* 13. Februar 1821 in Hallein; † 1. Jänner 1896 in Salzburg) war ein österreichischer katholischer Geistlicher und Hochschullehrer.

## Leben
Franz Brandner war das uneheliche Kind des Maurergesellen Anton Brandner und der Anna Maria Auer.
Im Alter von sechs Jahren trat er in die Volksschule von Hallein ein. Ein wohlwollender Priester erkannte sein Potenzial und bereitete ihn auf das Gymnasium vor. Er führte Franz Brandner nach Salzburg und sorgte für eine Unterkunft, was der Beginn seiner akademischen Laufbahn war. 
Franz Brandner bewies außergewöhnliche Fortschritte in seinen Studien und rangierte oft an der Spitze seiner Klasse. Nach dem Abschluss der sechs Gymnasialklassen wurde er von Feldmarschallleutnant Heinrich Constantin von Herbert-Rathkeal als Hofmeister für seine Söhne engagiert und begleitete diese nach Verona und Mailand, wo er zwei philosophische Jahrgänge absolvierte. 
Im Herbst 1841 trat Franz Brandner in das Priesterseminar Salzburg ein. Am 1. August 1844 wurde er von Kardinal Friedrich zu Schwarzenberg zum Priester geweiht. Sein erster Posten war in Neukirchen im Pinzgau, wo er bis Mai 1848 wirkte.
Nach dieser Zeit wurde Franz Brandner als Supplent für Religionswissenschaft und Pädagogik an das Lyzeum in Salzburg berufen, wo er die Nachfolge von Josef Buchner (1805–1851) antrat. Mit der Aufhebung des Lyzeums im Jahr 1849 wurde er zum Studienadjunkt ernannt. In dieser Zeit war er auch Mitglied des Redaktionskomitees der Salzburger constitutionellen Zeitung, eine katholisch-konservative Tageszeitung, wo er als Gegengewicht zu seinem liberalen Kollegen Josef Schöpf (1822–1899) agierte.
Franz Brandner bewarb sich bald um die Lehrkanzel und wurde im Juli 1852 für den Vortrag der höheren Exegese angestellt. Diese Position behielt er für volle 40 Jahre bis zu seiner Pensionierung im Jahr 1892. 
Im Jahr 1853 promovierte er zum Doktor der Theologie und war achtmal hintereinander Dekan sowie zuletzt Subsenior der theologischen Fakultät der Universität Salzburg.
Am 1. Januar 1896 erlitt Franz Brandner einen Schlaganfall, der ihn augenblicklich das Leben kostete. In seinem Testament vermachte er nahezu sein gesamtes Vermögen dem Fürsterzbischöflichem Privatgymnasium Collegium Borromaeum, wo er viele Jahre gelehrt hatte.
Er pflegte eine Freundschaft mit dem Theologen Joseph Anton Schöpf (1822–1899). 
Seine Beisetzung erfolgte auf dem Salzburger Kommunalfriedhof. 

## Ehrungen und Auszeichnungen
Am 1. Januar 1857 ernannte Fürsterzbischof Maximilian Joseph von Tarnóczy Franz Brandner zum Defensor matrimonii. 1858 wurde er Konsistorial-Assessor und am 28. November 1860 wirklicher Konsistorialrat. Seine Verdienste wurden von der apostolischen Majestät gewürdigt, die ihn am 1. Dezember 1889 mit dem Ritterkreuz III. Klasse des österreichischen Ordens der Eisernen Krone auszeichnete.
Vor seinem Eintritt in den bleibenden Ruhestand im Jahr 1892 wurde Franz Brandner vom Kollegiat-Kapitel zu Mattsee zum Ehrenkanonikus ernannt.